# Медаља за дугогодишњу ревносну службу у областима одбране и безбедности
Медаља за дугогодишњу ревносну службу у областима одбране и безбедности је било јубиларно одликовање Савезне Републике Југославије и Државне заједнице Србије и Црне Горе које се додјељивало поводом 10, 20, 30 и 40 година ревносне службе. Медаља је установљена 4. децембра 1998. године доношењем Закона о одликовањима СРЈ.

## Изглед одликовања
Медаља за дугогодишњу ревносну службу у областима одбране и безбедности за 40 година беспрекорне службе израђена је од позлаћене легуре бакра и цинка у облику круга, пречника 38мм. На лицу медаље, по вертикалној оси, налази се витешки мач у положају одбране, са сечивом надоле, тако да његов штит излази из кружне форме медаље, а дршка мача се горе завршава куглом кроз коју је провучена алка за ношење. На сечиву мача налази се грб Савезне Републике Југославије са црвено емајлираним штитом. Испод грба је полукружни натпис; "Одбрана и безбедност". На наличју је представљен отворени кружни венац од укрштене ловорове и храстове гране, који је доле повезан штитом са иницијалима Савезне Републике Југославије. Ловорова грана је дужа од храстове гране. У отвору венца налази се рељефни натпис у три хоризонтална реда: "За ревносну службу".
Медаља виси на петоугаоној траци ширине 20мм, сложеној у облику петоугла, тако да су горња хоризонтална и две доње косе стране дуге по 22мм, а бочне стране по 42мм. Трака медаље израђена је од тамноцрвене моариране свиле, ширине 20мм, са једном светлоцрвеном усправном пругом у средини, ширине 1мм. Врпца медаље израђена је од тамноцрвене моариране свиле, ширине 36мм, са једном светлоцрвеном усправном пругом у средини, ширине 1мм. Медаља за дугогодишњу ревносну службу у областима одбране и безбедности за 40 година беспрекорне службе носи се на левој страни груди.
Медаља за дугогодишњу ревносну службу у областима одбране и безбедности за 30 година беспрекорне службе је по композицији, материјалу и величини иста као и Медаља за дугогодишњу ревносну службу у областима одбране и безбедности за 40 година беспрекорне службе, али штит државног грба није емајлиран. Медаља је посребрена, а цео државни грб је позлаћен. Медаља виси на петоугаоној траци ширине 20мм, која је иста као и трака Медаља за дугогодишњу ревносну службу у областима одбране и безбедности за 40 година беспрекорне службе, али је са две светлоцрвене пруге у средини, ширине по 1мм. Врпца медаље израђена је од тамноцрвене моариране свиле, ширине 36мм,, са двије светлоцрвене усправне пруге у средини, ширине по 1мм. Медаља за дугогодишњу ревносну службу у областима одбране и безбедности за 30 година беспрекорне службе носи се на левој страни груди.
Медаља за дугогодишњу ревносну службу у областима одбране и безбедности за 20 година беспрекорне службе је по композицији, материјалу и величини иста као и Медаља за дугогодишњу ревносну службу у областима одбране и безбедности за 40 и 30 година беспрекорне службе, али је цела посребрена. Медаља виси на петоугаоној траци ширине 20мм, која је иста као и трака Медаље за дугогодишњу ревносну службу у областима одбране и безбедности за 40 и 30 година беспрекорне службе, али је са три светлоцрвене пруге у средини, ширине по 1мм. Врпца медаље израђена је од тамноцрвене моариране свиле, ширине 36мм, са три светлоцрвене усправне пруге у средини. ширине по 1мм. Медаља за дугогодишњу ревносну службу у областима одбране и безбедности за 20 година беспрекорне службе носи се на левој страни груди.
Медаља за дугогодишњу ревносну службу у областима одбране и безбедности за 10 година беспрекорне службе је по композицији, материјалу и величини иста као и Медаља за дугогодишњу ревносну службу у областима одбране и безбедности за 40, 30 и 20 година беспрекорне службе, али је цела бронзано патинирана. Медаља виси на петоугаоној траци ширине 20мм, која је иста као и трака Медаља за дугогодишњу ревносну службу у областима одбране и безбедности за 40, 30 и 20 година беспрекорне службе, али је са четири светлоцрвене пруге у средини, ширине по 1мм. Врпца медаље израђена је од тамноцрвене моариране свиле, ширине 36мм, са четири светлоцрвене усправне пруге у средини, ширине по 1мм. Медаља за дугогодишњу ревносну службу у областима одбране и безбедности за 20 година беспрекорне службе носи се на левој страни груди.
| Медаља за 40 година беспрекорне службе | Медаља за 30 година беспрекорне службе | Медаља за 20 година беспрекорне службе | Медаља за 10 година беспрекорне службе |
| -------------------------------------- | -------------------------------------- | -------------------------------------- | -------------------------------------- |
| Траке одликовања                       |                                        |                                        |                                        |
|                                        |                                        |                                        |                                        |